# Carlos Cirne Lima
Carlos Roberto Velho Cirne Lima, também referido como Carlos Cirne Lima ou somente Cirne-Lima (Porto Alegre, 1 de junho de 1931 — Porto Alegre, 1 de julho de 2020) foi um filósofo dialético contemporâneo brasileiro. Reconhecido mundialmente também pela originalidade de suas pesquisas em Hegel.
Cirne-Lima foi estudar na Universidade de Pullach, na Alemanha. Esse era o melhor centro filosófico dos jesuítas alemães. Ele também recebeu, em 1958, seu doutorado em Filosofia  pela Universidade de Innsbruck, na Áustria, e foi lecionar Filosofia em Viena como professor visitante, e em Porto Alegre como professor titular na Universidade Federal do Rio Grande do Sul, Pontifícia Universidade Católica do Rio Grande do Sul - PUCRS e UNISINOS. 
A filósofa e política brasileira Márcia Tiburi foi aluna de Carlos Cirne-Lima, ela realizou uma entrevista à TRAMA Interdisciplinar, em 2010, levantando algumas questões sobre a importância da teoria de Cirne-Lima nos dias de hoje. 
Carlos Cirne-Lima buscou reatualizar o sistema neoplatônico de filosofia no contexto de uma teoria do dever-ser. Entre suas principais obras estão: Depois de Hegel – Uma reconstrução crítica do sistema neoplatônico (2006), Dialética para principiantes (1996) e Der personale Glaube (1959). Toda a sua obra foi reunida em um site, trabalho incansável de sua parceira de vida Maria Tomaselli.
A TVE exibiu em 2015 documentários que retratam o filósofo Carlos Cirne-Lima. O segundo episódio do documentário, “O caminho da filosofia”, apresentou a trajetória e a pesquisa do filósofo contemporâneo Carlos Cirne-Lima. Nele, foi apresentado a dialética da vida na perspectiva de um indivíduo que foi perseguido e empreendeu uma busca filosófica muito particular: a construção de um sistema que busca atualizar o papel do pensamento hegeliano. 
"A intenção do autor é tentar reconstruir um sistema neoplatônico de Filosofia que evite os erros cometidos por Hegel, o último dos grandes autores sistemáticos. O autor apóia-se em Hegel, sim, mas procura corrigir os erros entrementes apontados, especialmente o necessitarismo que perpassa todo o sistema, o esmagamento do indivíduo. Ele coloca a explicitação correta do que seja “contradição”" - citado na contracapa do livro Depois de Hegel.

## Os diálogos que Cirne-Lima teve com Habermas e outros intelectuais estrangeiros

Da esquerda para a direita: Peter Schmidt, Cirne Lima, Jürgen Habermas, Ute Habermas, Álvaro Valls, Cleofe Valls. Fonte: Acervo de Cirne-Lima.

Com a cassação de muitos professores na UFRGS, o Instituto Goethe, de Porto Alegre, foi visto como um novo horizonte filosófico, ou seja, ele se tornou uma grande agência de formação e trouxe muitos pensadores alemães que fizeram cursos em conjunto com o Instituto de Filosofia da Universidade Federal do Rio Grande do Sul. Nessa época, vieram para a capital gaúcha pessoas importantes, como o filósofo Jürgen Habermas.  Nesse encontro, ocorreram diálogos muito virtuosos, seja nas palestras públicas dadas no Goethe, onde Cirne-Lima estava e sempre se destacava no diálogo com pensadores estrangeiros, seja em cursos intensivos ministrados na UFRGS ou em sua casa. Ele tinha uma mansão no bairro Glória, onde recebia os pesquisadores. Ali, eles estabeleciam diálogos muito férteis, que serviram não só para projetar Cirne-Lima como pensador no Brasil, mas também no mundo. Prova disso é a obra Festschrift: Dialética e Liberdade,  na qual vários intelectuais internacionais participaram com discussões, mostrando o reconhecimento das pesquisas de Cirne-Lima .

## Biografia e relevância de suas obras
Filho de Maria Velho e do professor Rui Cirne Lima, irmão de Luís Fernando Cirne Lima, estudou no Colégio Anchieta, foi jesuíta e casou com artista plástica Maria Tomaselli.
Desde os seus tempos de estudante, Cirne-Lima viveu os anos como sacerdote jesuíta, foi colega do Papa Bento XVI e aluno do teólogo Karl Rahner, um dos grandes expoentes do início dos trabalhos do Concílio Vaticano II. Devido às suas divergências com Rahner e Ratzinger a respeito do conceito de Deus, Cirne-Lima decidiu sair da Companhia de Jesus e continuou carreira acadêmica na Filosofia. Depois de muita reflexão e de incompatibilidades teóricas que se tornaram também existenciais, dando mais uma volta no parafuso da história de sua própria família, passou a se dedicar à filosofia de maneira laica. Especificamente, um debate de profundo de caráter teológico e filosófico entre Cirne-Lima e Karl Rahner deu início à fratura que levaria o filósofo brasileiro a deixar a Companhia de Jesus. O tema em questão era nada mais nada menos que o conceito de Deus, assunto que seria amplamente debatido no Concílio Vaticano II .
Quando foi para Viena, já como um estudante laico, Cirne-Lima precisava escolher, por questões contingenciais, um autor para estudar e escolheu um que já estudava. “Naquele período escolhi Hegel e continuei o estudando por motivos acadêmicos e intelectuais. Ser hegeliano é um problema muito mais de etiqueta do que de conteúdo”, recordou. “A corrente que vem do neoplatonismo, com Plotino, passa por Espinosa, chegando a Schelling, Fichte, Hegel e Marx, diz que o universo é uma totalidade em movimento. Tudo é um todo que é diferenciado e está em movimento de evolução. Isso significa que Deus está aqui, ou então Deus não existe”, defendia o filósofo .
Em junho de 2008, a Revista IHU On-Line, pela Universidade do Vale do Rio dos Sinos, dedicou a edição 261, intitulada Carlos Roberto Velho Cirne-Lima. Um novo modo de ler Hegel, ao pensamento e à fertilidade de uma nova leitura filosófica de Hegel a partir das reflexões propostas por Cirne-Lima .
Entre seus pares, lembrava do seu trabalho na antiga Borregaard, em Guaíba, ou ainda dos anos que ele e Maria passavam viajando de um lugar para outro, fugindo dos militares, na época da ditadura . A cassação da atuação de professor foi durante o período de recrudescimento do regime militar no Brasil, com o AI-5, em que durante dez anos – de 1969 a 1979 – teve que abandonar a docência em Filosofia na Universidade Federal do Rio Grande do Sul - UFRGS .
No Brasil, depois da Lei da Anistia, em 1979, sua trajetória no campo filosófico é retomada. Assim, até o ano de 1985, divide as atenções de professor com o emprego na área administrativa de corporações, quando realiza o concurso para professor titular e passa a se dedicar exclusivamente à universidade. Em 1990 se aposenta na UFRGS e começa a carreira na PUCRS, até o ano de 2000, quando migra para a Unisinos, atuando como professor até 2007 e se tornando professor emérito em 2008 .

Aos 89 anos, completados no último dia 1º de junho de 2020, Carlos Cirne-Lima morreu na quarta-feira, 01 jilho de 2020. Com uma sólida carreira profissional e intelectual, Cirne-Lima deixa um imenso legado para a filosofia brasileira, colocando-se nos grandes debates que marcaram os rumos da Igreja Católica na segunda metade do século XX. No Brasil, sua carreira filosófica trilhou caminhos alheios à corrente majoritária de estudos do campo, mais ligados à história da filosofia, de corte uspiano, estudando a fundo conceitos fundamentais da teoria de Hegel. Carlos Cirne-Lima era casado com a artista, escultora e pintora Maria Tomaselli . Mas, ainda conseguiu ver toda a sua obra reunida em um site, trabalho incansável de sua parceira de vida Maria Tomaselli — uma grande artista plástica que ilustrou as capas dos cinco volumes da Obra Completa de Cirne-Lima .
Cirne dizia que sua Filosofia não era contemporânea no sentido usual, porque tem muita gente que chama de Filosofia Contemporânea somente aquela que ficou matematizada. “Muitos ex-tomistas foram para uma Filosofia matemática. Escrevem livros de fórmulas, ou tem deus ou não tem, mas é tudo em fórmula, é a Filosofia que eles chamam de Analítica. É essa Filosofia que os alunos e os jovens professores aprendem hoje. Já a Filosofia católica foi perdendo cada vez mais influência, quase desaparecendo. Com isso, foram nascendo as Filosofias Pentecostais, que são de origem americana. Então, as Pentecostais têm deus, têm religião, têm toda uma estrutura religiosa, estrutura legal, igrejas, mas não tem Filosofia. Eles não têm problemas filosóficos, eles não têm dúvidas, as dúvidas são religiosas, crer ou não crer.” O que nos ajuda muito a compreender as igrejas pentecostais na atualidade, escreve Katia Marko, em artigo editado por Marcelo Ferreira e publicado por Brasil de Fato, 01-07-2020 .
Ainda destacava a apresentação, “os livros tratam de questões filosóficas de uma perspectiva inédita, expondo todo um contexto histórico do Brasil e do Rio Grande do Sul, sem qualquer preconceito ou xenofobia. A sua obra mostra a evolução da Filosofia que começou como Filosofia neotomista católica dos Jesuítas de São Leopoldo e Anchieta, herdada do seu pai, e vai evoluindo para uma posição contemporânea que é Panteísta, Universalista” .
A Obra Completa de Carlos Cirne Lima é um mergulho profundo no mundo do próprio filósofo, mas também da História e evolução da Filosofia. São excelentes textos para reflexão, aprimoramento das suas próprias convicções, ou uma mudança de paradigmas  .

## Obras (lista parcial)
- Obra Completa (2017)
- Depois de Hegel. Uma reconstrução crítica do sistema neoplatônico (Caxias do Sul: Educs, 2006)
- Dialética e auto-organização (2003, organizador, com Luiz Rohden) - ISBN 8574311456
- Nós e o Absoluto (São Paulo: Loyola, 2001)
- Dialética para Todos (2005) CD-ROM feito em parceria com Alípio Lippstein, Maurício N.Santos, Carlos Dohrn e Maria Tomaselli
- Dialética para Principiantes (Porto Alegre: EDIPUCRS, 1996)
- Sobre a contradição (Porto Alegre: EDIPUCRS, 1993)
- Realismo e Dialética. A Analogia como dialética do Realismo (Porto Alegre: Globo, 1967)
- Der personale Glaube. Eine erkenntnismetaphysische Studie (CHÉDIGNY, FR, France,1959)